# Bộ ba mã di truyền

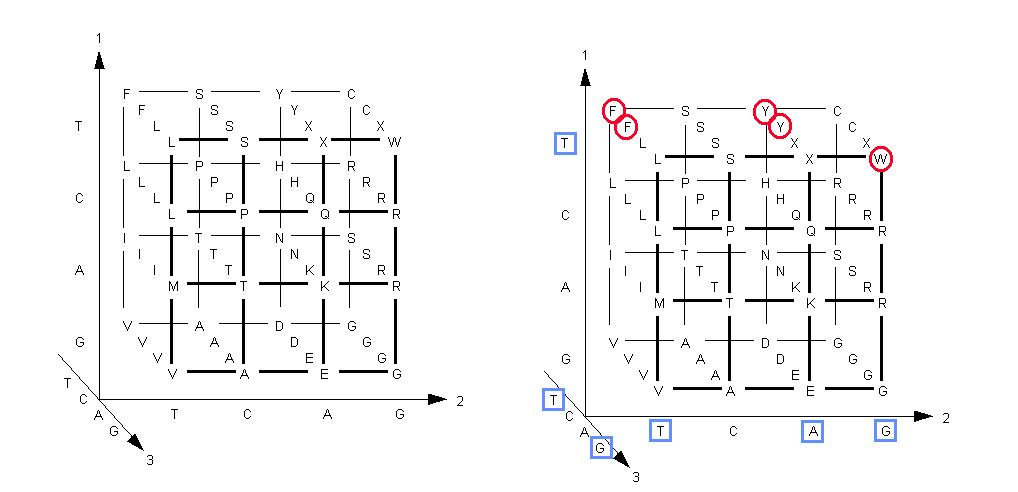
Mô hình cấu trúc lý thuyết của bộ ba mã di truyền, theo đó mỗi nucleotide (A, T, G hay C) ở không gian 3D có thể kết hợp có lặp với mỗi nuclêôtit khác, tạo thành "bộ ba" (triplet).

Bộ ba mã di truyền là tập hợp 3 nucleotide liền nhau trên phân tử axit nucleic mang thông tin về amino acid và tiến trình dịch mã.
Đây là thuật ngữ thuộc lĩnh vực di truyền học phân tử, trong tiếng Anh thuật ngữ này là triplet genetic code, thường được gọi tắt là "triplet code" (mã bộ ba), hoặc đơn giản hơn nữa là "code" (mã) hay "codon" (đơn vị mã) hay "triplet" (bộ ba). Tập hợp các bộ ba tạo thành mã di truyền (genetic code).

## Tổng quan

### Nội hàm và ngoại diện
Nội hàm của thuật ngữ này dùng để chỉ "mã di truyền" (genetic code) gồm ba vật thể cùng loại (triplet) là ba nuclêôtit; ngoại diện của thuật ngữ chỉ "3 vật thể cùng loại" ở đây là 3 nuclêôtit có chứa thông tin di truyền.

### Ví dụ
Hai người nọ muốn viết thư bí mật, quy ước với nhau: chữ A là số 001, chữ B là số 002, chữ C là số 003 v.v. Người ta nói: chữ A được mã hóa bởi số 001, chữ B là số 002 v.v. Vậy:
- Đây là loại mật mã bằng số, mỗi đơn vị mã (codon) gồm 3 chữ số nên gọi là mã bộ ba (triplet).
- Nếu muốn viết từ "CA", cần chuyển thành số "003 001", thì đấy là mã hóa (encode).
- Muốn đọc thư, người nhận tra từ điển, chuyển mỗi đơn vị mã thành một chữ, nghĩa là giải mã (decode), nhờ đó dãy số chuyển đổi thành từ hiểu được - đó là dịch mã (translation).[9]

### Các loại bộ ba
Trong quá trình nghiên cứu Sinh học phân tử ở bậc phổ thông, nên phân biệt (dù không bắt buộc) các khái niệm: mã gốc, mã có nghĩa, mã phiên và đối mã.
- Mã gốc là mã di truyền trên mạch gen được dùng làm khuôn để tổng hợp ra mRNA.[5] Mạch này trong di truyền học phân tử gọi là mạch đối nghĩa (antisense strand),[10] nên còn có thể nói mã gốc là mã đối nghĩa.
- Mã có nghĩa là bộ ba trên mạch gen bổ sung với mạch mã gốc.[10] Mã này mang thông tin về amino acid, nhưng lại không phải là khuôn tổng hợp mRNA.
- Mã phiên là mã của mRNA, phân bố trên chuỗi mRNA (RNA thông tin), được tạo ra trong quá trình phiên mã.
- Đối mã là bộ ba của tRNA dùng để khớp với mã phiên của mRNA tương ứng, từ đó tRNA giải mã thành amino acid mà tạo nên bản dịch (chuỗi pô-li pep-tit). (Xem sơ đồ cụ thể hóa quan hệ DNA→mRNA→Prô-tê-in).
- Codon và triplet là hai khái niệm ở Sinh học phân tử có nội hàm như nhau, trong đó "codon" là một đơn vị mã, còn "triplet" là một tập hợp ba vật thể giống nhau (như ba trẻ đồng sinh thì cũng gọi là triplet). Tuy nhiên có tác giả lại quy ước: "côđon là bộ ba của RNA, còn triplet là bộ ba của DNA mã hoá".[5]

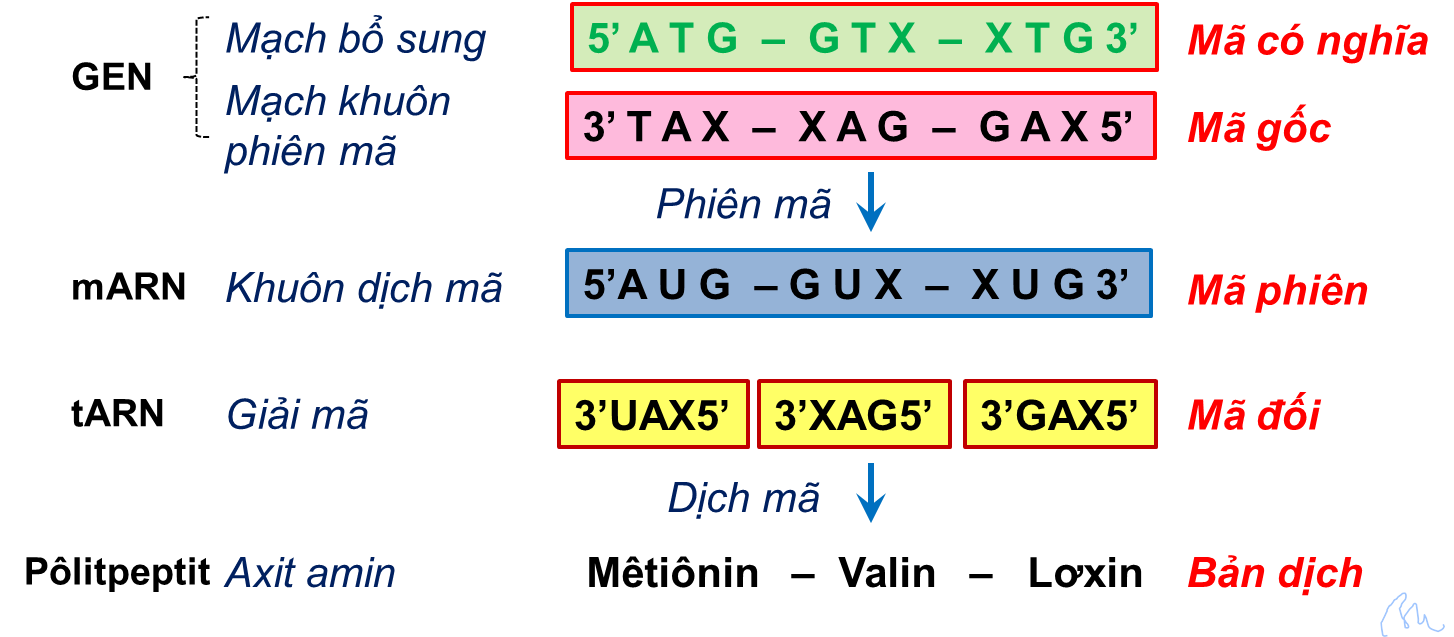
Bộ ba mã di truyền từ gen (mã gốc) được phiên lại thành bộ ba mã phiên của mRNA, sau đó được tRNA có đối mã lắp ráp rồi chuyển đổi thành trình tự các amino acid trong quá trình dịch mã.

## Lược sử
- Sau khi mô hình DNA được khám phá và công bố năm 1953,[7] các nhà khoa học mà chủ yếu là Francis Crick và James Dewey Watson đã giả thuyết rằng: DNA mã hóa RNA, còn RNA mã hóa prôtêin từ đó đặc điểm của cơ thể được hình thành.[11] Giả thuyết này được tóm tắt bằng sơ đồ mà hiện nay, học sinh trung học nào cũng biết, nói lên vai trò trung tâm trong cơ chế di truyền là thuộc về DNA, mà không phải là prôtêin như trước đó khẳng định:

DNA → RNA → Protein → Tính trạng.
Sơ đồ này được xem là một trong những nền tảng của luận thuyết trung tâm (central dogma) nói trên.
Từ sơ đồ, có thể mô tả là: Mã gốc → Mã phiên → Bản dịch.
- Theo chính Crick, thì George Gamow là người đầu tiên giả định mỗi đơn vị mã di truyền (codon) là một bộ ba (triplet).[13] Sau đó, Marshall Nirenberg và Heinrich J. Matthaei là những người đầu tiên khám phá ra bản chất của một đơn vị mã (codon) vào năm 1961.[7], [14] Đến năm 1964, bảng mã di truyền được công bố trên tạp chí Nature, trong đó 64 bộ ba của mRNA được xác định nhờ M.W. Nirenberg cùng cộng sự và H.G. Khorana, được trao giải Nobel 1968.[15] Thành tựu này giúp ta hiểu rằng: mỗi đơn vị mã (codon) gồm một bộ ba (triplet) nucleotide.  Các khám phá tiếp theo về cấu trúc và chức năng của tRNA (RNA vận chuyển) chủ yếu do công lao của Alex Rich và Don Caspar (ở Boston), của Jacques Fresco và cộng sự (ở Princeton) và một nhóm các nhà khoa học Anh ở King's College Luân Đôn. Năm 1965, Robert W. Holley thuộc Đại học Cornell đã công bố cấu tạo của tRNA, rồi lần lượt là thành tựu kết tinh tRNA nhờ Robert M. Bock; cuối cùng được xác nhận bằng các nghiên cứu tinh thể học nhờ tia X vào năm 1974 bởi hai nhóm độc lập nhau gồm Alexander Rich và Kim Sung-Hou, còn nhóm kia do Aaron Klug đứng đầu.[16] Nhờ vậy mà ta biết được tRNA có đối mã (anticodon) và cấu trúc 3D của nó. Như vậy, theo sơ đồ của luận thuyết trung tâm, DNA mang mã gốc sẽ được chuyển đổi thành mã phiên của RNA thông tin, rồi mã phiên này được RNA vận chuyển có đối mã mà giải mã này thành a-xit a-min tương ứng trong quá trình dịch mã, từ đó tính trạng hình thành.

## Tóm tắt
- Trong Di truyền học hiện đại, mỗi đơn vị mã gọi là codon (phiên tiếng Việt: cô-đon,[5] phiên âm Quốc tế: /ˈkəʊdɒn/).[17]
- Mỗi codon (đơn vị mã) di truyền gồm một triplet (phiên tiếng Việt:tơ-ri-pơ-lit, phiên âm Quốc tế: /ˈtrɪplɪt/), tức là bộ ba nucleotide liền nhau trên phân tử acid nucleic mang thông tin về dịch mã.[18]
- Nếu bộ ba này ở DNA hoặc ở mạch mRNA thì gọi là đơn vị mã (codon) hoặc là bộ ba (triplet), không phân biệt nhau. Nhưng nếu bộ ba này ở tRNA giúp nó giải mã thì gọi là đối mã (anticodon, phiên âm tiếng Việt: an-ti-cô-đon,[5] phiên âm Quốc tế: /ˌantɪˈkəʊdɒn/).[19]